# Carrying On
Carrying On è il secondo album in studio del duo di musica country statunitense Montgomery Gentry, pubblicato nel 2001.

## Tracce
1. She Couldn't Change Me (Gary Nicholson, Chris Knight) - 4:20
2. My Father's Son (Scooter Carusoe, Dan Colehour) - 4:45
3. The Fine Line (Anthony L. Smith, Rick Tiger) - 3:51
4. Cold One Comin' On (Michael Huffman, Mike Geiger, Woody Mullis) - 5:10
5. While the World Goes Down the Drain (Jim Rushing, Keith Sewell) - 4:05
6. Hellbent on Saving Me (Wendell Mobley, Gordon Bradberry) - 3:19
7. Carrying On (Anthony Smith, Bobby Terry, Kevin Brandt) - 3:43
8. I'm a Ramblin' Man (Ray Pennington) - 3:13
9. Black Jack Fletcher and Mississippi Sam (Ronny Scaife, Phil Thomas, Don Scaife) - 3:52
10. Lucky to Be Here (Kenny Beard, Eddie Montgomery, Troy Gentry) - 3:23
11. Too Hard to Handle... Too Free to Hold (George Molton) - 5:08
12. Tried and True (Matt Hendrix, Clay Davidson) - 5:43